# Относительная транспортирующая способность потока
Относительная транспортирующая способность потока — руслоформирующий критерий, являющийся отношением транспортирующей способности потока и поступления наносов.
Относительная транспортирующая способность потока, как и все другие руслоформирующие критерии, представляет собой соотношение между внешней движущей причиной (поступлением наносов) и внутренним ответным действием системы «поток-русло». При превышении поступления наносов над транспортирующей способностью потока лишние наносы исключаются из транспорта, и образуются русловые острова. В случае, если транспортирующая способность превышает поступление наносов, формируется меандрирование. При этом выполняется обратная отрицательная реакция (принцип Ле Шателье)